# Abijatta
Abijatta (amharisch አሲያታ ሐይቅ, asiyatta hayq) ist ein versalzender See im Abijatta-Shalla-Nationalpark, südlich von Addis Abeba in Äthiopien. 

## Beschreibung
Laut dem Statistical Abstract of Ethiopia for 1967/68 war der See Abijatta 17 Kilometer lang, 15 Kilometer breit und hatte eine Oberfläche von 205 Quadratkilometern. An seiner tiefsten Stelle war er 14 Meter tief. Er liegt auf 1573 Metern über dem Meer. 1973 hatte der See noch eine Fläche von 197 Quadratkilometern, bis ins Jahr 2006 ist seine Fläche jedoch auf 88 Quadratkilometer zusammengeschrumpft. Die Wassertiefe verringerte sich bis 1989 von 13 auf 7 Meter. Im Abijatta-See leben wegen des hohen Salzgehalts heute keine Fische mehr.

## Nutzung
Grund für den Rückgang des Sees ist die mit Geldern international tätiger Unternehmen (z. B. Groupe Castel, Weinbau; Afriflora Sher, Rosenzucht) aufgebaute intensive Landwirtschaft und der Umstand, dass auch Kleinbauern den Zuflüssen illegal Wasser entnehmen. Zudem wird illegal Sand abgebaut. Das Unternehmen Abijatta-Shalla Soda Ash Company (im April 2019 zu 45 % in staatlichem äthiopischem Besitz) nutzt das Wasser des Sees für seine Herstellung von Natron. Dem Unternehmen wird vorgeworfen, den See mit Chemikalien schwer zu belasten, ein Vorwurf, den dieses bisher zurückgewiesen hat.
An der nordöstlichen Ecke des Sees befinden sich mehrere heiße Quellen, die sowohl Touristen als auch Einheimischen zur Erholung dienen.